# Cabuntalán del Norte
Cabuntalán del Norte, en inglés Northern Kabuntalan, es un municipio filipino de sexta categoría, situado al sur de la isla de Mindanao. Forma parte de  la provincia de Maguindánao situada en la Región Autónoma del Mindanao Musulmán también denominada RAMM. 
Para las elecciones está encuadrado en el Primer Distrito Electoral de esta provincia.

## Geografía
Municipio situado al este de la ciudad de Cotabato,  limita al norte con los municipios de Pigcaguayán y de Libungán, ambos en la provincia de Cotabato; al sur con el de Tumbao; al este con el municipio de Midsayap, en la provincia de Cotabato.

### Barrios
El municipio  de Cabuntalán del Norte se divide, a los efectos administrativos, en 11 barangayes o barrios, conforme a la siguiente relación:
| Barrio        | Población (2010) |
| ------------- | ---------------- |
| Balong        | 1.184            |
| Damatog       | 1.226            |
| Gayonga       | 1.407            |
| Guiaua        | 1.406            |
| Indatuán      | 949              |
| Kapimpilán    | 964              |
| Libungán      | 1.083            |
| Montay        | 997              |
| Paulino Labio | 2.230            |
| Sabaken       | 1.286            |
| Tumaguinting  | 1.519            |

## Historia

### Influencia española
Este territorio fue parte de la Capitanía General de Filipinas (1520-1898). Hacia 1696 el capitán Rodríguez de Figueroa obtiene del gobierno español el derecho exclusivo de colonizar Mindanao. El 1 de febrero de este año parte de Iloilo alcanzando la desembocadura del Río Grande de Mindanao, en lo que hoy se conoce como la ciudad de Cotabato.

### Ocupación estadounidense
En 1903, al comienzo de la ocupación estadounidense de Filipinas Cotabato forma parte de la nueva provincia del Moro. En septiembre de 1914 se crea el Departamento de Mindanao y Sulú, una de sus provincias es Provincia de Cotabato y Tumbao fue uno de sus distritos municipales.

### Independencia
El 18 de agosto de 1947 el distrito municipal de Tumbao pasa a convertirse en municipio. El 22 de septiembre de 1976 cambia su nombre por el de Kabuntalán.
Formó parte de la frustrada provincia de Jerife Kabunsuan que estuvo formada por 11 municipios agrupados en dos distritos: Cabuntalán formaba parte del segundo.
La provincia fue creada en 2006  y disuelta,  por sentencia del Tribunal Supremo de Filipinas, en 2008.
El 30 de diciembre de 2006 se crea este nuevo municipio cuyo término se segrega del de Cabuntalán.